# Småögd huggspindel
Småögd huggspindel (Gnaphosa microps) är en spindelart som beskrevs av Holm 1939. Småögd huggspindel ingår i släktet Gnaphosa och familjen plattbuksspindlar. Arten är reproducerande i Sverige. Inga underarter finns listade i Catalogue of Life.